# Bol'šoj Anjuj
Il Bol'šoj Anjuj (in russo Большой Анюй?, che significa Grande Anjuj) è un fiume della Russia siberiana orientale, componente di sinistra del fiume Anjuj (affluente della Kolyma). Scorre nel rajon Bilibinskij della Čukotka e in minima parte nell'ulus Nižnekolymskij della Sacha-Jacuzia.

## Descrizione
Il fiume è formato dalla confluenza dei rami sorgentiferi Levyj Iljukėjveem e Pravyj Iljukėjveem (i cui nomi significano in russo Iljukėjveem sinistro e destro) sul versante occidentale dell'Altopiano dell'Anadyr'. Scorrendo verso occidente costeggia a nord i monti dell'Anjuj. Nel tratto superiore ha un carattere montuoso, nella parte inferiore scorre attraverso una pianura paludosa in mezzo a molti laghi; 8 km prima della confluenza nel Kolyma si incontra con il suo gemello Malyj Anjuj, formando un brevissimo corso d'acqua conosciuto come Anjuj, confluente nella Kolyma di fronte a Nižnekolymsk. I suoi maggiori affluenti sono: Orlovka (127 km) e Angarka (211 km) da destra, Alučin (173 km), Peženka (181 km) e Jarovaja (363 km) da sinistra.
È gelato da ottobre sino all'inizio di giugno; Il fiume è navigabile nei 29 km inferiori. Lungo il fiume si trova il villaggio di Angarka (alla foce dell'affluente Angarka).